# Cao Bằng
Cao Bằng är en stad i norra Vietnam. Den är huvudstad i provinsen Cao Bằng. Folkmängden i centralorten uppgick till cirka 60 000 invånare vid folkräkningen 2019.